# Mount Gay
Mount Gay — марка рома, которую производит компания Mount Gay Distilleries Ltd., расположенная на Барбадосе. Эта марка считается старейшей в мире, поскольку первое упоминание о ней относится к 1703 году. Ром Mount Gay продают в 110 странах мира, основной рынок экспорта — США. С 1989 года и по настоящее время контрольный пакет акций дистиллерии Mount Gay принадлежит французской компании — производителю алкогольных напитков Rémy Cointreau.

## История

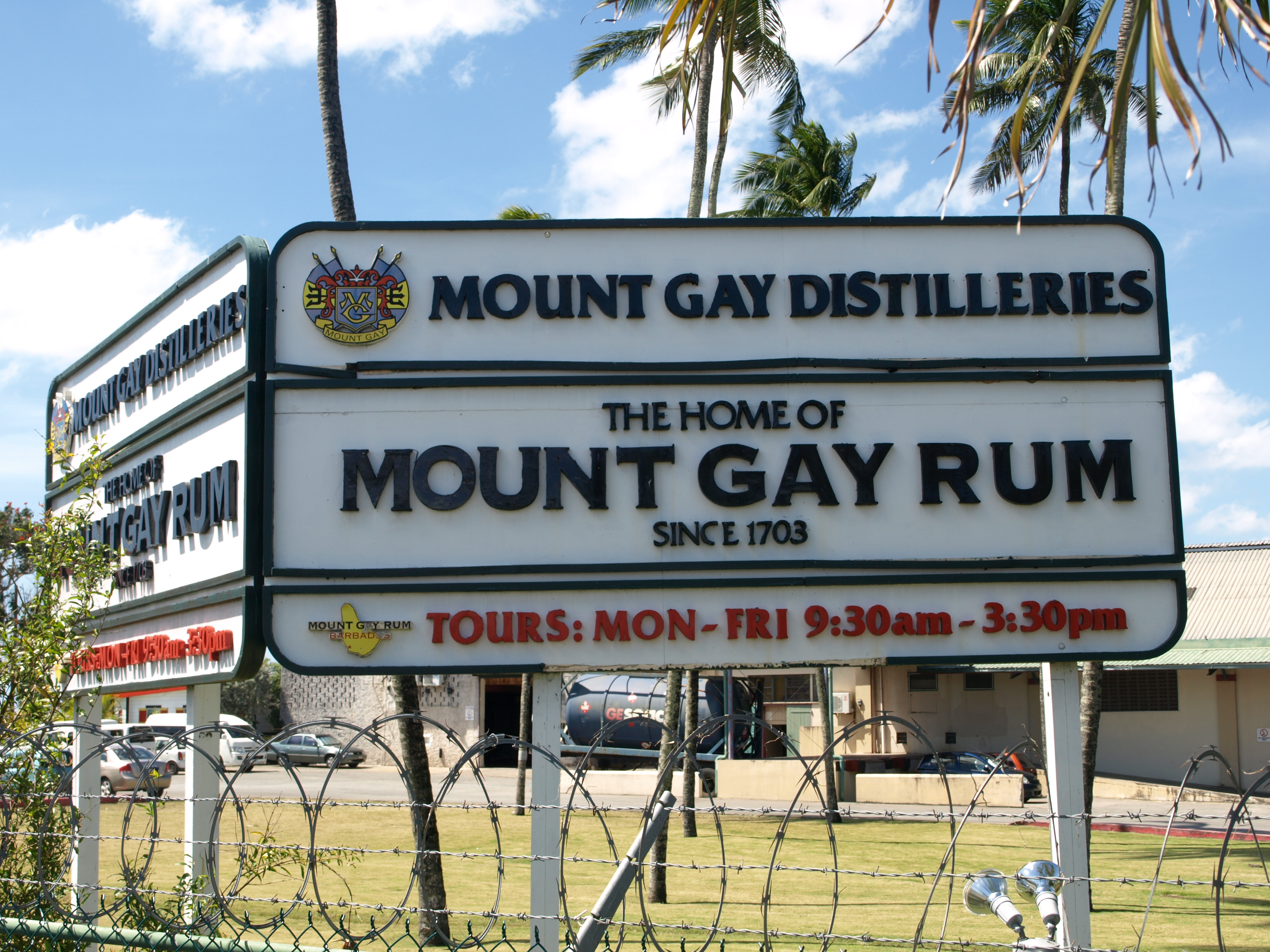
Знак

На протяжении многих лет ром Mount Gay был напитком моряков, и до сих пор он прочно ассоциируется с мореплаванием. Барбадос — один из островов в Вест-Индии, при следовании на Карибы из Великобритании он первым лежит на пути следования кораблей.
Свое название ром Mount Gay получил в честь баронета сэра Джона Гея Аллейна, управляющего винокурней Mount Gilboa. Джон Гей продемонстрировал управленческий талант и стал широко известен как успешный бизнесмен и активный общественный деятель. После его смерти винокурню переименовали в его честь.

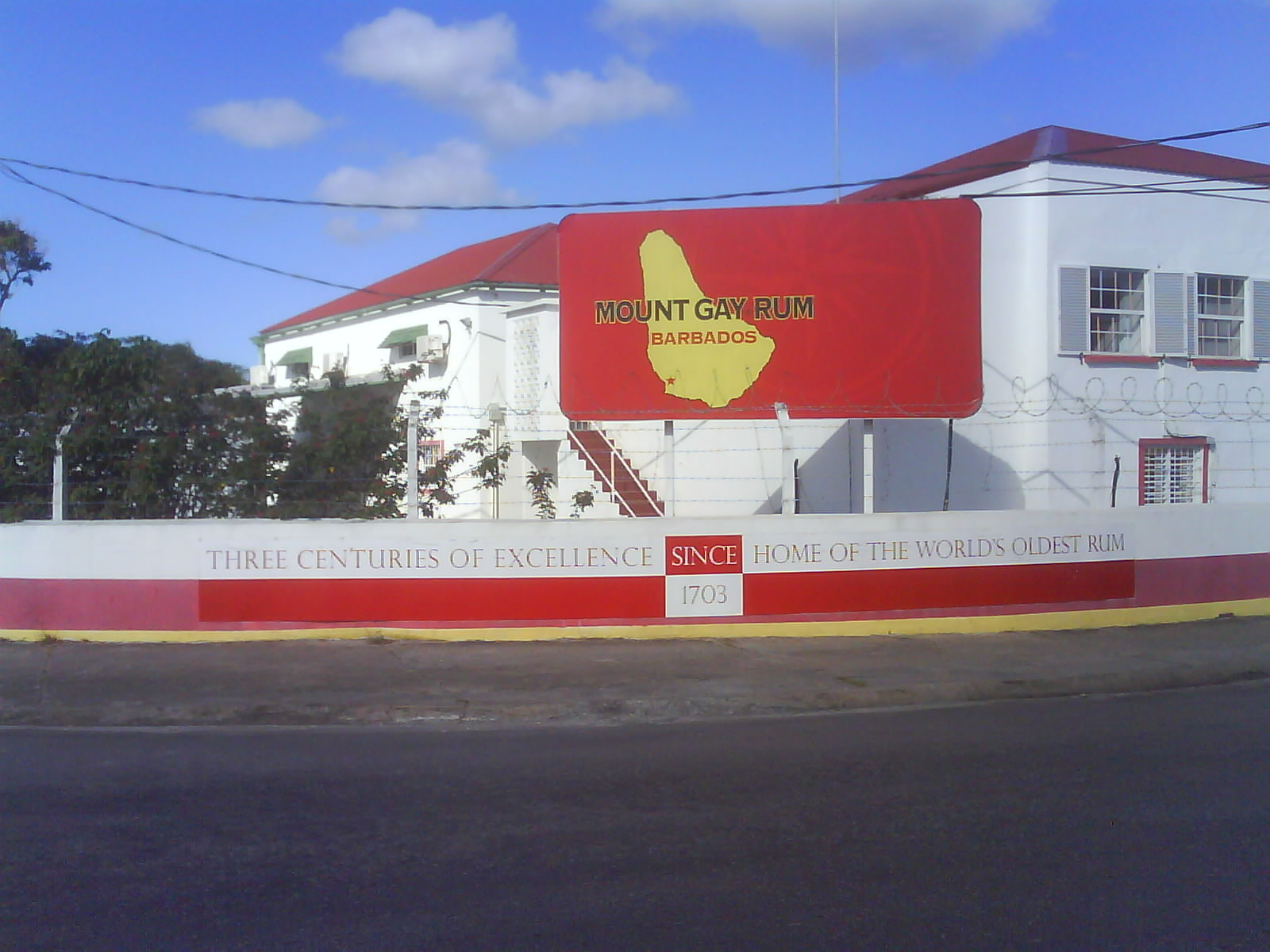
Центр работы с общественностью

На этикетках бутылок Mount Gay нанесено изображение острова Барбадос с маленькой красной звездой, которая обозначает местоположение столицы Барбадоса, Бриджтауна (не место, где находится перегонный завод — он стоит намного севернее. В Бриджтауне открыт Центр работы с общественностью Mount Gay.

## Производство
Ром Mount Gay изготавливается из тростниковой мелассы и воды, прошедшей фильтрацию через натуральные кораллы. Эта смесь ферментируется с использованием исключительно отборных дрожжей, а затем перегоняется в традиционном медном кубе и ректификационной колонне, прежде чем выдерживаться в дубовых бочках.

## Морские традиции
Компания Mount Gay — один из основных спонсоров Ассоциации парусного спорта США. Также компания оказывает финансовую поддержку более чем 110 регатам по всему миру, из которых около 50 проводятся в Соединенных Штатах Америки. В их числе — парусная регата Ньюпорт-Бич (Калифорния) — Энсенада (Мексика), которая является одной из крупнейших частных парусных гонок в мире.

## Ассортимент
Ром Mount Gay производится в различных вариантах, включая сорта White и Extra Old, а также ароматизированный ром (со вкусом ванили и манго) и флагманский бренд Mount Gay Eclipse. Компания Mount Gay также производит ром Pure Sugar Cane Rum, известный за пределами США под маркой Sugar Cane Brandy.
- Mount Gay Eclipse — Крепость: 40%.
- Mount Gay XO — Крепость: 43%.
- Mount Gay Black Barrel — Крепость: 43%.
- Mount Gay XO The Peat Smoke Expression – крепость: 57%.
- Mount Gay Pot Still – крепость: 48%.
- Mount Gay 1703 Master Select 2018 – крепость: 43%.
- Mount Gay 1703 Master Select 2019 – крепость: 43%.

## Оценки и признание
Ром Mount Gay Eclipse отличается весьма оригинальным вкусом. Качество напитков Mount Gay было неоднократно отмечено специалистами: например, ром Mount Gay Extra Old получил оценку 95 баллов («Исключительный напиток») на конкурсе, организованном Институтом тестирования напитков в 2008 году, а ром Mount Gay Eclipse Gold был награждён золотой медалью на конкурсе San Francisco World Spirits Competition 2009 года.
Ром Mount Gay является основным ингредиентом коктейля под названием «Стирлинг Пунш», названного в честь знаменитого американского яхтсмена, победителя регаты «Кубок Америки» и основателя яхт-клуба Vanderbilt Sailing Club Гарольда Стирлинга Вандербилта.

## Награды
Награды рома Mount Gay (и Limited Edition) по состоянию на февраль 2021 года.
The Whisky Exchange
- XO: Ром года 2021

International Sugarcane Spirits Awards
- XO: Золотая медаль – Лучший в категории

San Francisco World Spirits Competition
- 1703 Master Select: Двойная золотая медаль
- XO: Золотая медаль
- XO The Peat Smoke Expression: Золотая медаль
- Black Barrel: Серебряная медаль
- Eclipse: Серебряная медаль

Ultimate Spirits Challenge 2020 (Paul Pacult)
- Black Barrel: 95 баллов – Финалист
- 1703 Master Select: 94 балла – Финалист
- XO: 93 балла

ADI Craft Spirits Awards
- Master Blender Collection Pot Still Rum: Лучший в категории + Двойная золотая медаль
- XO: Лучший в категории – International Blend of Pot & Column Rum
- Black Barrel: Серебряная медаль
- XO The Peat Smoke Expression: Серебряная медаль
- Eclipse Rum: Бронзовая медаль

World Rum Awards
- Black Barrel: Золото в категории  Pot & Column Still
- Pot Still Rum из коллекции “Master Blender Collection”: победитель в категории World’s Best Pot Still Rum
- 1703: Золото в категории Pot & Column Still

Drinks Business Asia – Rum Masters
- XO: Золотая медаль
- Black Barrel: Серебряная медаль